# Minakawaïta
La minakawaïta és un mineral de la classe dels sulfurs. Rep el nom pel mineralogista japonès Tetsuo Minakawa (n. 1950) de la Universitat d'Ehime per la seva destacada contribució a la mineralogia descriptiva de Kyushu i Shikoku, al Japó.

## Característiques
La minakawaïta és un antimonur de fórmula química RhSb. Va ser aprovada com a espècie vàlida per l'Associació Mineralògica Internacional l'any 2019. Cristal·litza en el sistema ortoròmbic. És l'anàleg d'antimoni de la cherepanovita.
Les mostres que van servir per a determinar l'espècie, el que es coneix com a material tipus, es troben conservades a les col·leccions mineralògiques del Museu Nacional de la Natura i la Ciència (Japó), amb els números d'espècimen:cnsm-46296 i nsm-46297.

## Formació i jaciments
Va ser descoberta a Haraigawa, dins el districte de Shimomashiki, a la prefectura de Kumamoto (Japó), on es troba a la capa superficial externa de grans de PGM. Es tracta de l'únic indret de tot el planeta on ha estat descrita aquesta espècie mineral.